# Martinez (Kalifornie)
Martinez je město ve Spojených státech amerických. Nachází se v okrese Contra Costa County, jehož je zároveň správním městem, ve státě Kalifornie. Ve městě žije přibližně 37 tisíc obyvatel a jeho rozloha činí 34,0 km². Leží v San Francisco Bay Area, konkrétně v regionu East Bay v jižní části úžiny Carquinez. Město bylo založeno roku 1849. Svůj název město nese po politikovi a vojákovi Ygnaciu Martínezovi. Panuje zde středomořské podnebí.

## Rodáci
- Joe DiMaggio (1914–1999) – americký baseballový hráč

## Partnerská města
- Dunbar, Spojené království